# Carla Madeira
Carla Madeira (Belo Horizonte, 18 de outubro de 1964) é uma escritora brasileira conhecida pelas obras Tudo é Rio, A Natureza da Mordida e Véspera. Carla Madeira também é jornalista e publicitária.

## Biografia
Carla Madeira nasceu em 1964 em Belo Horizonte. Começou o curso de Matemática na Universidade Federal de Minas Gerais sem concluir e graduou-se em jornalismo e publicidade na mesma instituição, onde também foi professora de redação publicitária. Tem pós-graduação em marketing. É sócia e diretora de criação da agência de comunicação Lápis Raro.
Sua primeira obra publicada foi o romance Tudo é Rio lançado em 2014 e é resultado de um texto iniciado quatorze anos antes, a cena de um pai lançando um bebê contra a parede. Carla Madeira conta que Bruno Barreto a sondou para realizar um versão cinematográfica, mas teria declinado por não ter clareza do que desejava para a obra e porque gostaria que o filme fosse filmado por uma mulher. O livro conta a história do triângulo amoroso entre uma mulher, um homem e uma prostituta.
Foi a segunda escritora mais lida do Brasil em 2021, atrás de Itamar Vieira Junior.

## Prêmios
- Tudo é Rio ganha o Prêmio Bertrand em 2024 como livro do ano.

## Obras

### Romances
- 2014 - Tudo é Rio (Quixote+Do; relançado em 2021 pela Editora Record)[3]
- 2018 - A Natureza da Mordida (Editora Record)[3]
- 2021 - Véspera (Editora Record)[3]

### Contos em antologias
- 2023 - Tempo aberto: Oito décadas em oito contos de grandes autores brasileiros (Editora Record; conto "Corte seco")[5]

## Filmografia

### Televisão
| Ano     | Título          | Escalação               | Emissora | Notas      |
| ------- | --------------- | ----------------------- | -------- | ---------- |
| 2021—22 | Um Lugar ao Sol | Colaboração             | TV Globo | [ nota 1 ] |
| TBA     | Véspera         | Autora da obra original | Max      | [ nota 2 ] |